# Mohamed Nashid
Mohamed Nashid, född 17 maj 1967 i Malé, var Maldivernas president mellan den 11 november 2008 och den 7 februari 2012.
Han tilldelades 2009 års Anna Lindh-pris för sin kamp för demokrati på Maldiverna och för att han har satt människor och mänskliga rättigheter i fokus i debatten kring klimatförändringarna. Han avgick i början på februari 2012.